# Sacheon-eup
Sacheon-eup (koreanska: 사천읍) är en köping  i kommunen Sacheon i provinsen Södra Gyeongsang i den södra delen av Sydkorea, 295 km söder om huvudstaden Seoul. Den var centralort i landskommunen Sacheon-gun som 1995 slogs samman med staden Samcheonpo och bildade den nuvarande kommunen. 